# Wapen van Gersloot

Wapen van Gersloot

Het wapen van Gersloot is het dorpswapen van het Nederlandse dorp Gersloot, in de Friese gemeente Heerenveen. Het wapen werd in de huidige vorm in 2000 geregistreerd.

## Geschiedenis
Het wapen is afkomstig van een avondmaalsbeker van de kerk van Tjalleberd. Deze beker is afkomstig uit de 17e eeuw. Daar de wapens spreuken in Latijn bevatten, zou de auteur mogelijk een geestelijke kunnen zijn. De bomen in het wapen zouden afkomstig zijn uit het wapen van Aengwirden. Hoewel het wapen reeds langer bekend was, werd het in 2000 officieel geregistreerd op initiatief van plaatselijk belang.

Het wapen van Aengwirden.

## Beschrijving
De blazoenering van het wapen luidt als volgt:
In zilver twee bomen op een grond, alles van groen; bij de bomen vier rode dravende paarden (1 en 3); waarbij het meest rechtse paard half achter de boom vandaan komt, de twee middelste paarden boven elkaar tussen de bomen staan en het meest linkse paard links van de boom draaft; de drie paarden op een rij. Wapenspreuk: op een groen lint in witte kapitalen: "Concordia" (Eendracht).
De heraldische kleuren zijn: zilver (zilver), sinopel (groen) en keel (rood).

## Zie ook

Wapen van Gersloot-Polder
Wapen van Luinjeberd
Wapen van Terband
Wapen van Tjalleberd